# جيمي كيس
جيمي كيس (بالإنجليزية: Jimmy Case)‏ مواليد 18 مايو 1954 في ليفربول، هو لاعب كرة قدم إنجليزي دولي سابق كان يلعب كلاعب وسط.

## المسيرة الاحترافية

### أندية لعب لها
- نادي ليفربول
- نادي برايتون أند هوف ألبيون
- نادي ساوثهامبتون
- نادي بورنموث

## وصلات خارجية
- جيمي كيس على موقع الاتحاد الأوربي (الإنجليزية)
- جيمي كيس على موقع قاعدة بيانات كرة القدم.إي يو (الإنجليزية)
- جيمي كيس على موقع Soccerbase.com (لاعب) (الإنجليزية)
- جيمي كيس على موقع Soccerbase.com (مدرب) (الإنجليزية)
- جيمي كيس على موقع عالم كرة القدم.نت (الإنجليزية)

- الموقع الرسمي